# Прем'єр-ліга Кримського футбольного союзу
Прем'єр-ліга Кримського футбольного союзу — футбольний турнір в Криму, що був задекларований як професіональний. Заснований після анексії Криму Росією. Проводиться під егідою Кримського футбольного союзу (КФС). Команда, яка зайняла останнє місце в Прем'єр-лізі, вибуває у Відкритий чемпіонат Криму серед аматорських команд, а переможець чемпіонату серед аматорських команд виходить в Прем'єр-лігу. Команда, яка стала сьомою, грає стикові матчі проти срібного призера аматорського чемпіонату.
З 2023 року кращі клуби цієї «Прем'єр-ліги» почали знову долучатися до Другої ліги РФ, дивізіон «Б».

## Історія
До 2014 року на території півострову розігрувався чемпіонат Криму, який мав статус аматорського і проводився під егідою Республіканської федерації футболу Криму. Професійні команди Криму виступали в українських чемпіонатах. Станом на сезон 2013/14 сімферопольська «Таврія» і «Севастополь» були учасниками Прем'єр-ліги України, а армянський «Титан» — Першої ліги.
У зв'язку з анексією Криму Росією постало питання про включення всього кримського футболу під егіду Російського футбольного союзу. Влітку 2014 року кримські команди СКЧФ (Севастополь), «Жемчужина» (Ялта) і ТСК (Сімферополь) були допущені для участі у Другому дивізіоні Росії 2014/15. Через півроку, 4 грудня 2014 року на засіданні виконавчого комітету УЄФА було ухвалено рішення про заборону з 1 січня 2015 року кримським клубам брати участь в змаганнях, організованих РФС. В результаті РФС виключив команди півострова з числа учасників турніру, а їх результати — анулював.
З метою розвитку професійного футболу на півострові УЄФА ухвалило рішення проводити на цій території власний чемпіонат серед професійних клубів. Спеціально для цього в Крим була направлена делегація УЄФА на чолі з колишнім президентом Словацького футбольного союзу Франтішеком Лаурінцом.
Старт нового чемпіонату був намічений на 22 серпня 2015 року. Для визначення його учасників був проведений Всекримський турнір, покликаний заповнити піврічну паузу в кримському футболі, а також стати підготовчим етапом перед стартом Прем'єр-ліги Криму 2015/16. За підсумками Всекримського турніру було відібрано 8 команд для участі в Прем'єр-лізі. Команди СКЧФ і «ТСК» спочатку були незалежні у фінансовому відношенні, в той час, як решта 6 команд фінансувалися Міністерством спорту Росії
Перший чемпіонат стартував 22 серпня 2015 року матчем між севастопольським СКЧФ і сімферопольським ТСК. Дебютний матч турніру завершився внічию 2:2. Автором першого гола в історії професіональних чемпіонатів Криму став нападник севастопольців Євген Прокопенко.

## Сезон 2020/21
В сезоні 2023 в Прем'єр-лізі Криму беруть участь:
- Алустон-ЮБК (Алушта)
- Кизилташ (Бахчисарай)
- Океан (Керч)
- Рубін (Ялта)
- Севастополь
- Спарта-КТ (Молодіжне)
- Таврія (Сімферополь)
- Чорноморець (Севастополь)

## Чемпіони, призери и бомбардири
| Сезон   | Чемпіон     | Друге місце  | Третє місце  | Бомбардир                                                                                                 | Тренер-переможець     |
| ------- | ----------- | ------------ | ------------ | --- | --------------------- |
| 2015/16 | ТСК-Таврія  | СКЧФ         | Бахчисарай   | Микита Коляєв (ТСК-Таврія/Океан, 15 голів)                                                                | Анатолій Сироватський |
| 2016/17 | Севастополь | Кримтеплиця  | Євпаторія    | Длявер Нуридинів (Євпаторія, 15 голів)                                                                    | Олексій Грачєв        |
| 2017/18 | Євпаторія   | Севастополь  | ТСК-Таврія   | Редван Османов (Севастополь, 14 голів) Олександр Жабокрицький (Севастополь, 14 голів)                     | Володимир Мартинов    |
| 2018/19 | Севастополь | ТСК-Таврія   | Кримтеплиця  | Редван Османов (Севастополь, 17 голів)                                                                    | Станіслав Гудзікевич  |
| 2019/20 | Євпаторія   | Кримтеплиця  | Севастополь  | Володимир Сичевой (Кримтеплиця) Данило Наговіцин (Кизилташ) Длявер Нурідінов (Євпаторія) (всі — 16 голів) | Олексій Грачов        |
| 2020/21 | Севастополь | Гвардієць    | Євпаторія    | Артур Айметдінов (Севастополь, 19 голів)                                                                  | Олег Лещинський       |
| 2021/22 | ТСК-Таврія  | Севастополь  | Алустон-ЮБК  | Артем Забун (ТСК-Таврія), Длявер Нурідінов (Євпаторія) (по 14 голів)                                      | Андрій Юдін           |
| 2022    | Севастополь | Рубін (Ялта) | Океан (Керч) | Амояк Апозян (Океан (Керч) , 12 голів)                                                                    | Станіслав Гудзікевич  |

### По клубах
| Перемог | Клуб        | Чемпіонські сезони              |
| ------- | ----------- | ------------------------------- |
| 4       | Севастополь | 2016/17, 2018/19, 2020/21, 2022 |
| 2       | Євпаторія   | 2017/18, 2019/20                |
| 2       | ТСК-Таврія  | 2015/16, 2021/22                |

## Статистика
Станом на 15 червня 2023 року

### Сумарна таблиця всіх сезонів
| М  | Команда                   | І   | В   | Н  | П   | Голи      | ±    | О   | Сезонів |
| -- | ------------------------- | --- | --- | -- | --- | --------- | ---- | --- | ------- |
| 1  | Севастополь               | 224 | 139 | 45 | 40  | 493 − 240 | +253 | 462 | 9       |
| 2  | Таврія                    | 224 | 126 | 48 | 50  | 391 − 233 | +158 | 426 | 9       |
| 3  | Євпаторія                 | 196 | 104 | 28 | 64  | 371 − 236 | +135 | 340 | 7       |
| 4  | Кримтеплиця               | 140 | 75  | 29 | 36  | 245 − 142 | +103 | 254 | 5       |
| 5  | Океан (Керч)              | 224 | 70  | 43 | 111 | 273 − 368 | −95  | 253 | 9       |
| 6  | Кизилташ                  | 168 | 61  | 33 | 74  | 249 − 254 | −5   | 216 | 7       |
| 7  | Алустон-ЮБК               | 196 | 51  | 30 | 115 | 233 − 416 | −183 | 183 | 8       |
| 8  | Рубін (Ялта)              | 140 | 41  | 27 | 72  | 165 − 242 | −77  | 150 | 6       |
| 9  | Гвардієць                 | 84  | 25  | 16 | 43  | 99 − 138  | −39  | 91  | 3       |
| 10 | Інкомспорт                | 56  | 15  | 7  | 34  | 72 − 120  | −48  | 52  | 2       |
| 11 | Бахчисарай                | 56  | 14  | 7  | 35  | 64 − 140  | −76  | 49  | 2       |
| 12 | Спарта-КТ                 | 28  | 6   | 6  | 16  | 30 − 56   | −26  | 24  | 2       |
| 13 | Чорноморець (Севастополь) | 14  | 3   | 2  | 9   | 13 − 38   | −25  | 11  | 1       |
| 14 | Беркут                    | 28  | 1   | 7  | 20  | 18 − 61   | −43  | 10  | 1       |
| 15 | Ялта                      | 14  | 1   | 0  | 13  | 9 − 41    | −32  | 3   | 1       |

### Всі учасники чемпіонату і їх місця
| Сезон        | 15/16 | 16/17 | 17/18 | 18/19 | 19/20 | 20/21 | 21/22 | 2022 |
| ------------ | ----- | ----- | ----- | ----- | ----- | ----- | ----- | ---- |
| Севастополь  | 2     | 1     | 2     | 1     | 3     | 1     | 2     | 1    |
| Таврія       | 1     | 5     | 3     | 2     | 4     | 5     | 1     | 4    |
| Євпаторія    | 4     | 3     | 1     | 5     | 1     | 3     | 4     | -    |
| Кримтеплиця  | -     | 2     | 4     | 3     | 2     | 4     | -     | -    |
| Океан (Керч) | 5     | 4     | 6     | 4     | 6     | 6     | 8     | 3    |
| Алустон-ЮБК  | 6     | 6     | 7     | -     | 7     | 8     | 3     | 7    |
| Рубін (Ялта) | 7     | 7     | 8     | -     | -     | -     | 6     | 2    |
| Кизилташ     | -     | -     | 5     | 6     | 5     | 7     | 5     | 5    |
| Бахчисарай   | 3     | 8     | -     | -     | -     | -     | -     | -    |
| Інкомспорт   | -     | -     | -     | 7     | 8     | -     | -     | -    |
| Гвардієць    | -     | -     | -     | 8     | -     | 2     | 7     | -    |
| Беркут       | 8     | -     | -     | -     | -     | -     | -     |      |
| Спарта-КТ    | -     | -     | -     | -     | -     | -     | -     | 6    |
| Ялта         | -     | -     | -     | -     | -     | -     | -     | 8    |

### Найкращі бомбардири
Станом на кінець сезону 2019/20
| Голи    | Гравець                | Клуб                                                                         |
| ------- | ---------------------- | ---------------------------------------------------------------------------- |
| 60      | Османов Редван         | КФУ-Бахчисарай (13), Севастополь (47)                                        |
| 57 (2)  | Хомич Микола           | Євпаторія (57)                                                               |
| 49 (6)  | Нурідінов Длявер       | Євпаторія (49)                                                               |
| 41 (2)  | Прокопенко Євген       | Севастополь (41)                                                             |
| 34 (2)  | Приходной Максим       | ТСК-Таврія (9), Кримтеплиця (25)                                             |
| 33 (11) | Жабокрицький Олександр | Севастополь (33)                                                             |
| 29 (14) | Матвієнко Дмитро       | Євпаторія (16), Севастополь (13)                                             |
| 26 (6)  | Одинцов Євген          | ТСК-Таврія (26)                                                              |
| 23      | Борщ Олександр         | Севастополь (2), Євпаторія (15), Кизилташ (1), Гвардієць (3), ТСК-Таврія (2) |
| 23      | Дудов Ігор             | КФУ-Бахчисарай (11), Севастополь (4), Кримтеплиця (8)                        |
| 23      | Харченко Євген         | Євпаторія (23)                                                               |
| 21      | Мельник Ігор           | КФУ-Бахчисарай (6), Кримтеплиця (13), Гвардієць (2)                          |
| 21 (1)  | Монахов Антон          | ТСК-Таврія (21)                                                              |
| 20 (1)  | Сичевий Володимир      | Кримтеплиця (20)                                                             |
| 20 (4)  | Ерліх Яків             | Кримтеплиця (6), Океан (15)                                                  |
| 20 (6)  | Погорельцев Роллан     | ТСК-Таврія (10), Кримтеплиця (10)                                            |
| 19      | Ахунов Ленур           | Кримтеплиця (19)                                                             |
| 18      | Рогованов Ігор         | Інкомспорт (11), Севастополь (7)                                             |
| 18 (1)  | Бровкін Дмитро         | Рубін (4), КФУ-Бахчисарай (6), Кизилташ (8)                                  |
| 18 (1)  | Еюпов Назім            | Євпаторія (12), Кизилташ (6)                                                 |
| 18 (3)  | Головещенко Денис      | Фаворит-ВД Кафа (18)                                                         |
| 17      | Алієв Сейхан           | Євпаторія (17)                                                               |
| 17      | Солович Олег           | Кафа (2), Севастополь (15)                                                   |
| 17 (1)  | Айметдінов Артур       | Кизилташ (4), Євпаторія (2), ТСК-Таврія (11)                                 |
| 17 (8)  | Печонкін Станіслав     | ТСК-Таврія (17)                                                              |
| 16      | Алєксін Владислав      | Кафа (2), Інкомспорт (2), Кримтеплиця (9), Кизилташ (3)                      |
| 16 (1)  | Зборовський Андрій     | Кримтеплиця (6), ТСК-Таврія (7), Гвардієць (3)                               |
| 16 (2)  | Наговіцин Данило       | Кизилташ (16)                                                                |

### Рекордсмени за кількістю матчів
Станом на кінець сезону 2019/20
| Ігри | Гравець              | Клуб                                                    |
| ---- | -------------------- | ------------------------------------------------------- |
| 133  | Войтенко Іван        | Євпаторія                                               |
| 132  | Абляметов Арсен      | ТСК-Таврія                                              |
| 130  | Матвієнко Дмитро     | Євпаторія, Севастополь                                  |
| 128  | Гогічаїшвілі Борис   | Океан, ТСК-Таврія                                       |
| 127  | Климентовський Роман | ТСК-Таврія, Севастополь                                 |
| 127  | Давидчук Максим      | Рубін, Євпаторія, Кизилташ, Севастополь                 |
| 127  | Еюпов Назім          | Євпаторія, Кизилташ                                     |
| 126  | Приходной Максим     | ТСК-Таврія, Кримтеплиця                                 |
| 126  | Дудов Ігор           | КФУ-Бахчисарай, Севастополь, Кримтеплиця                |
| 123  | Нуридінов Длявер     | Євпаторія                                               |
| 124  | Солович Олег         | Кафа, Рубін, Кримтеплиця, Севастополь                   |
| 120  | Ахунов Ленур         | Беркут, Кримтеплиця                                     |
| 117  | Хомич Микола         | Євпаторія                                               |
| 116  | Печонкін Станіслав   | ТСК-Таврія                                              |
| 116  | Харченко Євген       | Євпаторія                                               |
| 116  | Борщ Олександр       | Севастополь, Євпаторія, Кизилташ, Гвардієць, ТСК-Таврія |
| 116  | Алієв Сейхан         | Євпаторія                                               |
| 113  | Науменко Сергій      | Севастополь                                             |
| 110  | Ситников Денис       | КФУ-Бахчисарай, Севастополь, Кримтеплиця, Євпатория     |
| 110  | Монахов Антон        | ТСК-Таврія                                              |
| 108  | Опарін Петро         | Євпаторія, Севастополь                                  |
| 108  | Прокопенко Євген     | Севастополь                                             |
| 106  | Османов Редван       | КФУ-Бахчисарай, Севастополь                             |
| 106  | Базилевич В'ячеслав  | ТСК-Таврія, Кримтеплиця                                 |
| 102  | Щербак Артем         | Океан, Євпаторія                                        |
| 101  | Буряк Ігор           | ТСК-Таврія, Кизилташ                                    |